# Giuseppe Venita
Giuseppe Venita (né à Ferrandina, le 19 mars 1744, fusillé à Calvello, le 13 mars 1822) est un révolutionnaire lucan.

## Famille
Il est le fils de Vincenzo Venita et de Camilla Schiavone. Il a un frère Francesco (1754 † 1822), militaire.

## Biographie
En 1820, Giuseppe Venita est l'un des meneurs des mouvements carbonari de la Basilicate.
Il s'enrôle dans l'armée des Bourbons, apparemment comme combattant mais en réalité comme espion. En 1798, il devient sergent et passe au service du gouvernement de la République parthénopéenne, comme aide de camp du général Martignì.
Il est fusillé le 13 mars 1822 à Calvello avec son frère Francesco.

## Source
- (it) Cet article est partiellement ou en totalité issu de l’article de Wikipédia en italien intitulé « Giuseppe Venita » (voir la liste des auteurs).